# Plethodon montanus
Plethodon montanus är en groddjursart som beskrevs av Richard Highton och Robert Peabody 2000. Plethodon montanus ingår i släktet Plethodon och familjen lunglösa salamandrar. IUCN kategoriserar arten globalt som livskraftig. Inga underarter finns listade i Catalogue of Life.